# Heilwig-Gymnasium
Das Heilwig-Gymnasium (Abkürzung HWG; Eigenschreibweise: Heilwig Gymnasium) ist ein staatliches Gymnasium in Hamburg-Alsterdorf.

## Geschichte und Architektur

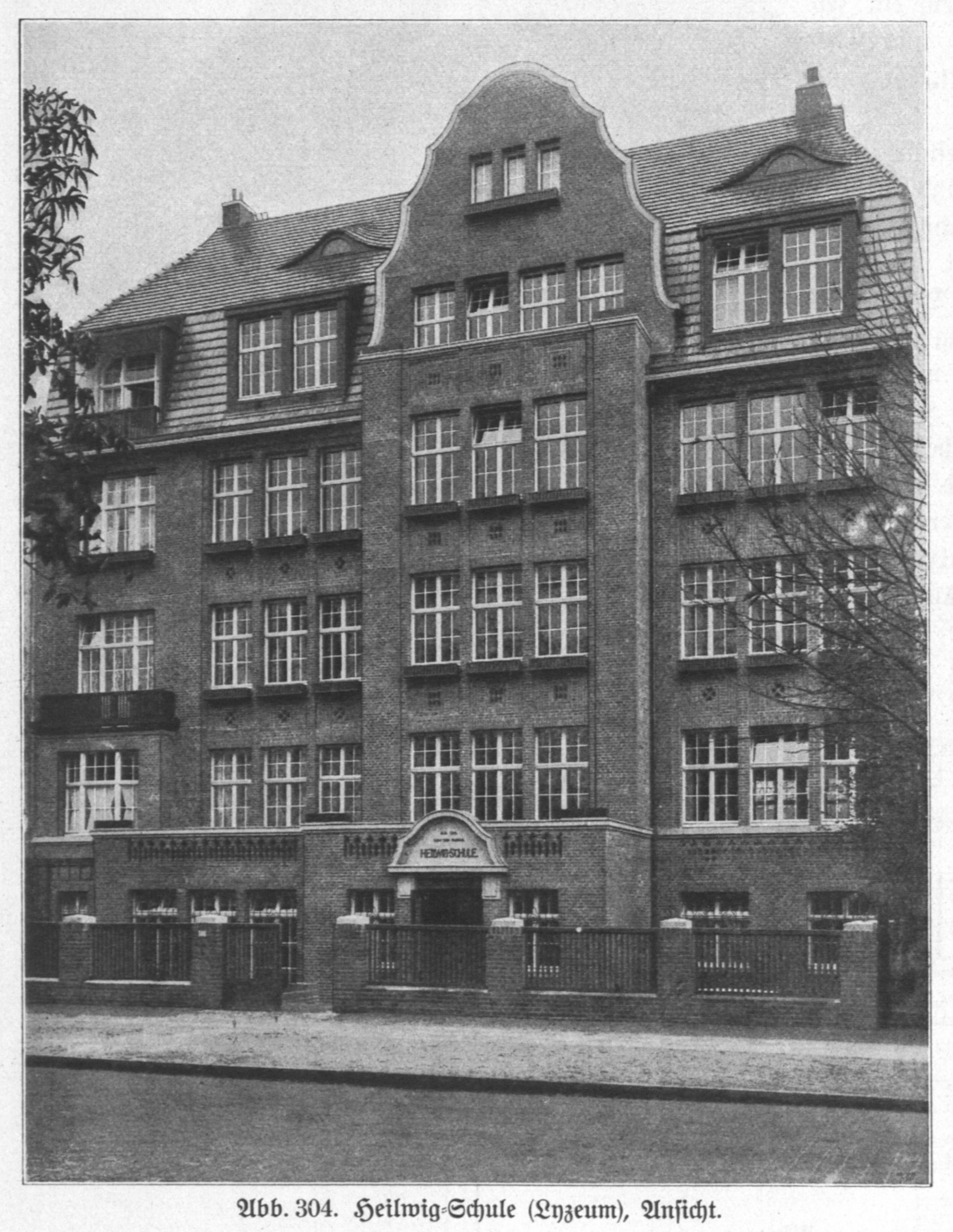
Heilwig-Schule in der Isestraße 146 in Harvestehude (1914)

Das Heilwig-Gymnasium ist hervorgegangen aus der allgemein als „Kreuslerschule“ bezeichneten evangelischen Mädchenschule, gegründet 1881 von Lina Kreusler, der Tochter des damaligen Hauptpastors von St. Petri, Adolf Kreusler. Das Jahr 1881 gilt somit als Gründungsjahr des Heilwig-Gymnasiums, auch wenn die Schule erst 1908 zum Lyzeum wurde, (Sekundarstufe I) und 1928 einen Realgymnasial-Zweig (Sekundarstufe II) erhielt. Die Kreuslerschule war zunächst in der Ferdinandstraße, später am Holzdamm untergebracht und bezog 1912 ein neues Gebäude an der Isestraße 146 in Harvestehude. Gleichzeitig wurde sie in Erinnerung an Gräfin Heilwig von Schaumburg-Lippe „Heilwigschule“ benannt. Nach dem Ausscheiden der inzwischen 70-jährigen Gründerin erhielt die „Realschule für Mädchen“ 1928 einen „Realgymnasialzug“.
1933 wurde das erste Abitur vergeben, doch die nationalsozialistischen Machthaber standen der Schule als private Konfessionsschule ablehnend gegenüber, so dass der Gymnasialzug schon 1934 wieder aufgegeben werden musste. Auch die Grundschule wurde ab 1937 eingestellt. Einen Monat nach Beginn des Zweiten Weltkriegs wurden am 1. Oktober 1939 alle nichtöffentlichen allgemeinbildenden Schulen Hamburgs geschlossen, nur fünf private bzw. konfessionelle Schulen wurden stattdessen verstaatlicht. Zu diesen fünf Schulen gehörte auch die Heilwigschule, daneben u. a. die heute noch existierende Wichernschule und Elise-Averdieck-Schule. Name und Schulgebäude der Heilwigschule blieben so erhalten, die Schule wurde 1939 zur Oberschule für Mädchen Heilwigschule (OfM Heilwigschule), gleichzeitig mit der Verstaatlichung wurde die Privatschule Henckel-Berblinger mit der Heilwigschule zusammengeschlossen.
Wegen der Ausrichtung als evangelische Konfessionsschule waren weder jüdische Schüler noch Lehrer an der Heilwigschule, doch Yvonne Mewes, eine junge Lehrerin, die sich durch passiven Widerstand gegen den Rassismus der Naziherrschaft auflehnte, wurde Opfer des Regimes. Sie starb am 6. Januar 1945 im KZ Ravensbrück. Zu ihrem Gedenken wurde 2006 anlässlich des 125-jährigen Bestehens der Schule vor dem ehemaligen Schulgebäude an der Isestraße ein Stolperstein eingeweiht. Eine ausführliche Würdigung ist auf der Website des Heilwig-Gymnasiums nachzulesen.
Der Neubeginn 1945 stand im Zeichen akuter Raumnot; das für 240 Schülerinnen vorgesehene Gebäude an der Isestraße war bald mit fast 600 Mädchen völlig überbelegt.

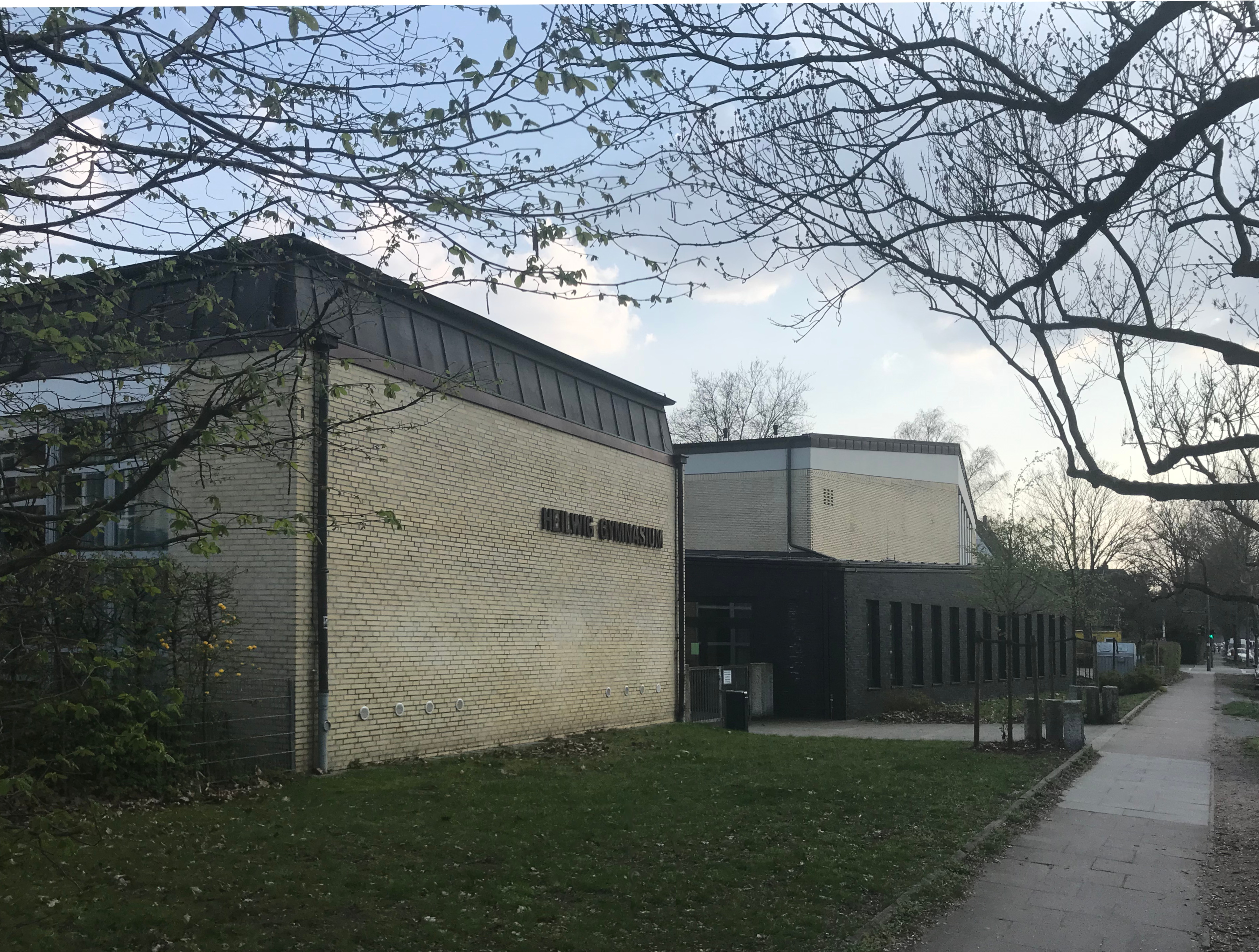
Eingangsbereich des 1966 gebauten Gebäudes, rechts die Seitz-Aula mit dem Mensa-Anbau von 2015

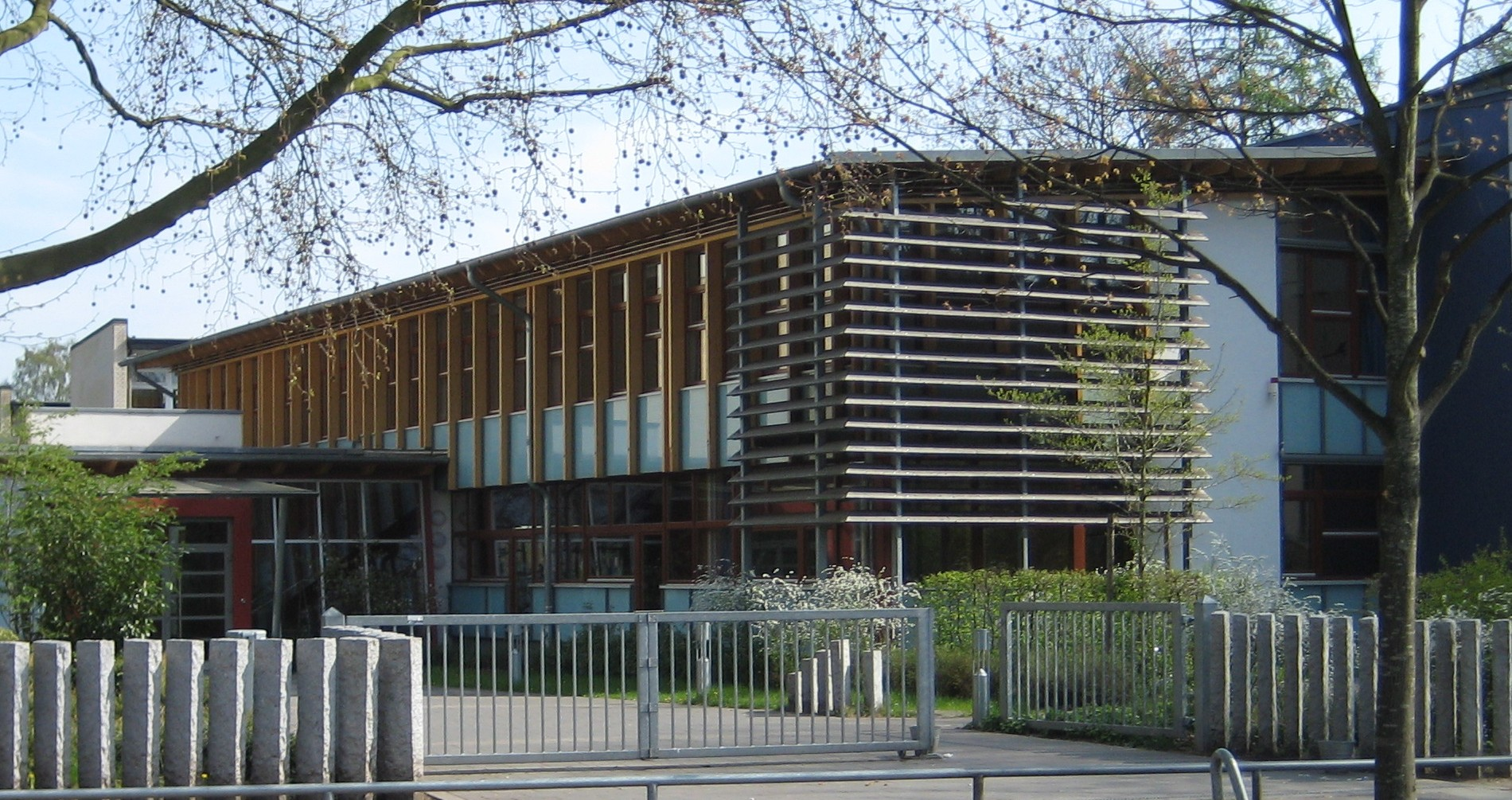
1966 gebautes Gebäude, Anbau im Vordergrund von 2004

Entlastung brachte der Umzug in den 1966 eingeweihten Neubau an der Wilhelm-Metzger-Straße, Ecke Bebelallee in Alsterdorf, der 1970 um eine Turnhalle erweitert wurde. Das ursprüngliche Ensemble an der Wilhelm-Metzger-Straße 4, bestehend aus Schulanlage mit Eingangsbau, Aula, Fachklassentrakten, Turnhalle und Nebengebäuden, steht unter Denkmalschutz. Diese Bauten sind typische Schul-Serienbauten des Hamburger Hochbauamtes der Seitz-Ära: ein- bis zweigeschossige Pavillonbauten, ausgeführt als Ständerbau aus Betonfertigteilen, gelb verklinkert und mit Flachdächern. Besonders prägnant ist die Seitz-Aula direkt an der Ecke Wilhelm-Metzger-Straße / Bebelallee mit ihrem sechseckigen Grundriss, der eine lange und eine kurze Achse aufweist. Dieser Serienbau wurde in Hamburg bis 1967 22-mal errichtet.
Auch der Neubau von 1966 war bald wieder zu klein, denn ab 1970 wurde das nunmehrige Heilwig-Gymnasium auch von Jungen besucht. Weitere Verbesserung brachte die Einweihung eines Erweiterungsbaues im Jahre 2004, der mit Holzlamellen verkleidet ist. Eltern halfen mit, eine bessere Ausstattung des Gebäudes zu ermöglichen, zum Beispiel in Form einer Bibliothek mit Leseecken und Bildschirmarbeitsplätzen. 2014/2015 wurde eine Mensa mit einer Grundfläche von ca. 550 m² neu- bzw. umgebaut, um die schulische Ganztagsbetreuung zu gewährleisten. Dieser Neubau schmiegt sich an die Seitz-Aula an und nimmt deren Dachform auf. Die Fassade ist mit dunklen Klinkersteinen gestaltet. Ab 2018 wurde eine dritte Sporthalle und mehrere Klassenräume mit einer Gesamtnutzungsfläche von 1.390 m² neugebaut. Aufgrund bereits knappen Schulhof-Fläche sollte die Grundfläche des Gebäudes minimiert werden, indem Sporthalle und Klassenräume übereinander gestapelt sind. Die neue Sporthalle ist teils unter das Geländenivaeu eingegraben und mit Oberlichtern versehen. Die Fassade ist mit hellem Ziegel verkleidet und stellt so eine Verbindung zu den Bestandsbauten her.

## Profiloberstufe
Das HWG bietet vier Oberstufenprofile an:
- „Unterschiede bewegen“ (Physik auf erhöhtem Niveau profilgebend, PGW, Informatik und Philosophie auf grundlegendem Niveau)
- „Mensch, Gesundheit, Nachhaltigkeit“ (Biologie erhöht profilgebend, Chemie und Geographie grundlegend)
- „Das Eigene und das Fremde“ (Geschichte erhöht profilgebend, Bildende Kunst und Religion grundlegend)
- „Politik und Medien“ (PGW erhöht profilgebend, Theater und Philosophie grundlegend)

## Besonderes
Das Heilwig-Gymnasium ist „Schule mit vorbildlicher Berufsorientierung“ und mehrfach als „Umweltschule in Europa“ ausgezeichnet worden. Auf dem Dach eines Schulgebäudes steht seit Juli 2009 eine Photovoltaikanlage mit 3 kW Maximalleistung. In den ersten 6 Monaten Betrieb konnten damit fast 1500 kWh elektrische Energie ins Stromnetz eingespeist werden. Das entspricht einer Einsparung von mehr als einer Tonne Kohlenstoffdioxid.
Bemerkenswert sind auch die seit 2004 am Gymnasium etablierten Bläserklassen: In jeweils einer der neuen 5. Klassen lernen alle Schüler ein Blasinstrument (unter anderem Trompete, Posaune, Saxophon). Dieses besondere Angebot wird auch in der 6. Klasse fortgesetzt. Auch in den höheren Klassen verstummt die Musik nicht: viele Schülerbands werden von professionellen Musikern betreut und die Schülerinnen wirken in verschiedenen Ensembles wie z. B. einem der Chöre oder der seit fast 30 Jahren bestehenden Big Band mit.
Im Jahre 2012 wurde das HWG von der Initiative Naturwissenschaft und Technik (NaT), die Kontakte zwischen Hamburger Schulen und Unternehmen vermittelt, für die gelungene Kooperation mit dem Gabelstaplerhersteller Jungheinrich ausgezeichnet. Im gleichen Jahr wurde die Schule von der Initiative „MINT Zukunft schaffen“ auch als „mintfreundliche Schule“ ausgezeichnet.
Seit 2017 gibt es in den Jahrgängen 5 und 6 MINT-Klassen, die einen verstärkten Unterricht in den MINT-Fächern bieten. Darüber hinaus nimmt die Schule regelmäßig an einer Vielzahl naturwissenschaftlicher Wettbewerbe wie z. B. First Lego League, Informatik-Biber, Jugend forscht oder Känguru der Mathematik teil.
Der zweite Schwerpunkt der Schule ist die kulturelle Bildung. Hier hat sich vor allem der Theaterbereich in den letzten Jahren bemerkenswert entwickelt und produziert ca. 15 Neuproduktionen im Jahr. Von 2019 bis 2022 ist das Heilwig-Gymnasium TuSch-Partner (Theater und Schule) der Hamburger Bühne Kampnagel.
Außerdem gibt es ein Lerncoaching Angebot für das einige Schüler ab der 9. Klasse ausgebildet werden, bei dem sie jüngere Schüler beim Lernen unterstützen.

## Bekannte Schüler und Lehrer
- Yvonne Mewes (1900–1945), Lehrerin (Studienassessorin an Heilwigschule)
- Ingeborg Rapoport (1912–2017), Kinderärztin
- Gerda Lederer (* 1926), Sozialwissenschaftlerin (Lehrerin an der Heilwigschule)
- Charlotte March (1930–2005), Hamburger Fotografin
- Petra Kipphoff (1937–2023), Literaturwissenschaftlerin (1956 Abitur an der Heilwigschule)
- Silke Maier-Witt (* 1950), ehemalige deutsche Terroristin (Abitur an der Heilwigschule)
- Sebastian Steineke (* 1973), Politiker der CDU (Abitur am HWG)
- Martin Bill (* 1982), Politiker der Partei Bündnis 90/Die Grünen (Abitur am HWG)
- Jenny Weggen (* 1982), Politikerin der Partei Bündnis 90/Die Grünen (2001 Abitur am HWG)
- Linda Holly (* 1984), Schauspielerin (2003 Abitur am HWG)
- Sarah Victoria Schalow (* 1984), Schauspielerin (Abitur am HWG)
- Aimen Abdulaziz-Said (* 1987), Journalist und ARD-Moderator (Abitur am HWG)
- Tom Böttcher (* 1994), Schauspieler (2013 Abitur am HWG)
- Johanna Götting (* 2004), Schauspielerin (2023 Abitur am HWG)